# Town Bad Girl
Town Bad Girl è il sesto album dei Legs Diamond, pubblicato nel 1990 per l'etichetta discografica Metal Blade Records/Warner Bros..

## Il disco
Il disco propone una versione rivisitata della traccia "Stage Fright", in origine brano di punta contenuto nell'album di debutto del 1977.
Fu anche la prima volta che venne estratto un singolo che venne realizzato come videoclip; il singolo fu "I Am for You", che venne trasmesso su MTV sia negli USA che in Europa.

## Tracce
1. Town Bad Girl – 4:04
2. City Streets – 3:36
3. Stage Fright – 5:19
4. World on Fire – 4:53
5. Can't Get You Out of My Mind – 4:30
6. Never Enough Time – 5:39
7. Look in Her Eyes – 3:52
8. Pain Killer – 4:11
9. Cry No More – 4:34
10. I Am For You – 4:17
11. She Did It For Love – 5:15
12. Nervous – 3:35
13. Heaven or Hell – 3:55

## Formazione
- Rick Sanford - voce
- Roger Romeo - chitarra solista, cori
- Mike Prince - chitarra ritmica, tastiere, cori
- Mike Christie - basso, cori
- Dusty Watson - batteria